# Tổng hợp hóa học
Tổng hợp hóa học là một sự thực hiện có mục đích của các phản ứng hóa học để có được một hay nhiều sản phẩm. Điều này được thực hiện với nhiều thao tác vật lý và hóa học thường liên quan đến một hoặc nhiều phản ứng. Trong bối cảnh phòng thí nghiệm, điều này thường ngụ ý rằng quá trình này có thể lặp lại, đáng tin cậy và được thiết lập để làm việc trong nhiều phòng thí nghiệm.
Tổng hợp hóa học bắt đầu bằng việc lựa chọn các hợp chất được gọi là các chất phản ứng. Có thể áp dụng các loại phản ứng khác nhau để tổng hợp sản phẩm, hoặc tạo ra sản phẩm trung gian. Điều này đòi hỏi pha trộn các hợp chất trong một bình phản ứng hay một lò phản ứng hoá học hoặc một bình tròn đơn giản. Nhiều phản ứng yêu cầu phải qua gia công trước khi sản phẩm cuối cùng được tách ra.
Số lượng sản phẩm trong tổng hợp hóa học gọi là sản lượng phản ứng. Thông thường, năng suất hóa học được thể hiện dưới dạng khối lượng bao nhiêu gam (trong bối cảnh phòng thí nghiệm) hoặc theo phần trăm của tổng khối lượng lý thuyết của sản phẩm có thể được sản xuất. Phản ứng phụ là phản ứng hóa học không mong muốn làm giảm năng suất của sản phẩm mong muốn.
Từ tổng hợp được dùng ngày nay do nhà hóa học Hermann Kolbe sử dụng đầu tiên